# Tlacateccatl

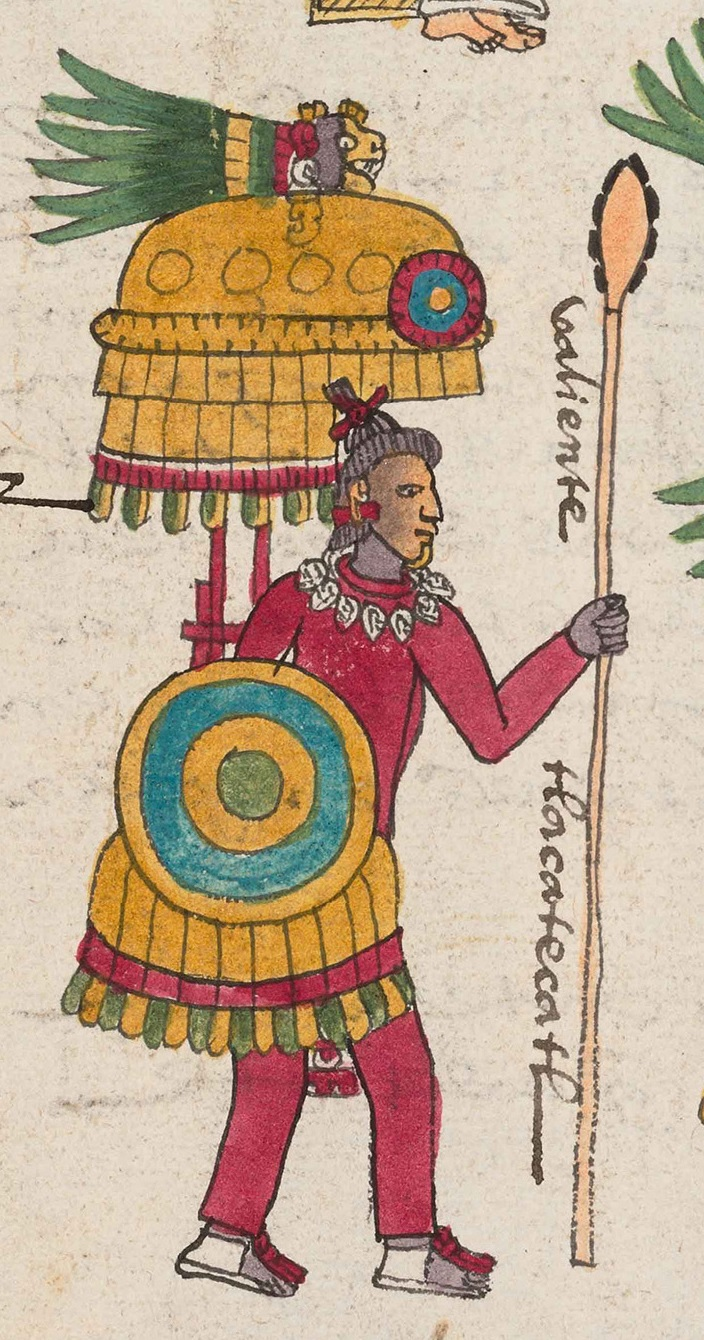
Un tlacateccatl raffigurato nel Codice Mendoza (folio 67 recto). Sta brandendo uno scudo (chimalli) ed una lancia (tepoztopilli), indossa un'armatura di cotone trapuntato ed ha uno stendardo (pamitl) sulla schiena

Nell'esercito azteco, il tlacateccatl (IPA per nahuatl: tɬaːkaˈteːkkatɬ) era un titolo vagamente equivalente al generale. Il tlacateccatl era al comando di un tlacatecco, un quartiere militare al centro della capitale azteca, Tenochtitlán. In tempo di guerra era secondo in comando al tlatoani ("re") ed al tlacochcalcatl ("alto generale"). Il tlacateccatl era sempre un membro dell'ordine militare dei Cuachicqueh, "Quelli rasati".